# Andromède XIII
Andromède XIII est une galaxie naine du Groupe local.